# همپستید شرقی (نیوهمپشایر)
همپستید شرقی (به انگلیسی: East Hampstead) یک منطقهٔ مسکونی در ایالات متحده آمریکا است که در شهرستان راکینگهام، نیوهمپشایر واقع شده‌است. همپستید شرقی ۷۸٫۰۳ متر بالاتر از سطح دریا واقع شده‌است.